# Linholm
Linholm är en ö i Finland. Den ligger i Finska viken och i kommunen Esbo i den ekonomiska regionen  Helsingfors i landskapet Nyland, i den södra delen av landet. Ön ligger nära Helsingfors.
Öns area är 1,2 hektar och dess största längd är 210 meter i sydöst-nordvästlig riktning.